# El Piñón
El Piñón est une municipalité située dans le département de Magdalena en Colombie.